# Шаторенар (Ушће Роне)
Шаторенар (фр. Châteaurenard) је насељено место у Француској у региону Прованса-Алпи-Азурна обала, у департману Ушће Роне.
По подацима из 2011. године у општини је живело 15.665 становника, а густина насељености је износила 448,21 становника/km².

## Демографија
| 1962. | 1968.  | 1975.  | 1982.  | 1990.  | 2011.  |
| ----- | ------ | ------ | ------ | ------ | ------ |
| 9.602 | 10.220 | 11.027 | 11.072 | 11.790 | 15.665 |